# Sitnica (Białoruś)
Sitnica (biał. Сітніца, ros. Ситница) – wieś na Białorusi w obwodzie brzeskim w rejonie łuninieckim, w sielsowiecie Sinkiewicze.
Znajdują tu się przystanek kolejowy Sitnica i stacja kolejowa Sitnica. W pobliżu wsi położona jest kopalnia należąca do przedsiębiorstwa państwowego RUPP Granit. Wydobywa się tu dioryty, granodioryty i granity z przeznaczeniem na kruszywo.

## Historia
W dwudziestoleciu międzywojennym leżała w Polsce, w województwie poleskim, w powiecie łuninieckim, w gminie Lenin (Sosnkowicze).
W kwietniu 1943 r. wieś została spacyfikowana, Niemcy zamordowali blisko 400 osób.
Po II wojnie światowej w granicach Związku Sowieckiego. Od 1991 w niepodległej Białorusi.